# Тариалан
Тариалан (монг.: Тариалан) — сомон аймаку Увс, Монголія. Площа 2,5 тис. км², населення 5,4 тис. чол. Центр сомону селище Хархираа лежить за 1345 км від Улан-Батора, за 31 км від міста Улаангом.

## Рельєф
Гори Хархираа (4037 м), хребет Турген, Цагаан деглий (3978 м), у центральній частині хребет Хухну (Хороони ехен 3220 м), Хасан (2760 м), Елин шил (3200 м), Жид (2870 м), гурман хороо (3228 м), на півночі долина озера Уве. Річки Хархираа, Теел, Орного, Дунд Бургастай. У горах Хархираа, Турген хребти льодовикового походження.

## Клімат
Клімат різко континентальний. Щорічні опади 200—300 мм, середня температура січня −24°С, середня температура липня +32°С.

## Природа
Водяться вовки, лисиці, тарбагани, зайці, аргалі.

## Корисні копалини
Сомон багатий на вугілля, хімічну та будівельну сировину.

## Соціальна сфера
Є школа, лікарня, сфера обслуговування, туристичні бази.